# セスナ サイテーション・コロンバス
サイテーション・コロンバス
- 用途：ビジネスジェット
- 製造者：セスナ
- 運用状況：2009年7月10日 開発中止
- ユニットコスト：2,700万 USドル (2008)

セスナ サイテーション・コロンバス (Model 850)は、セスナ社が2008年2月に開始し、2009年7月にキャンセルした計画で、7,400km（4,000海里）の航続距離を持つビジネスジェットの計画だった。計画時点では、セスナ サイテーションファミリーで最大のモデルになるはずだった。

## 開発
セスナ社は、最大サイズとなるサイテーションの研究を、市場研究、調査、コンセプト検証、フォーカスグループ、顧客諮問委員会などの手法を使って、2002年に開始した。広いキャビン・コンセプトのモックアップは、2006年10月17日のNBAA（全米ビジネス航空協会）の大会で公表された。
セスナ社は、この飛行機の公式発表を2008年2月6日におこなった。その時点では、FAA（連邦航空局）の認証を2013年末までに取得し、2014年初頭からデリバリーを開始する予定だった。コロンバスは8人乗りで航続飛行距離7,408 km（4,000海里）を目標にしていた。コックピットは、SVS（Synthetic Vision System）やオートスロットル（自動推力調整機能）を備え、オプションでヘッドアップディスプレイや、コリンズの乱気流予測も可能な多重スキャン気象レーダーを備えるはずだった。
セスナ社は、新工場を含め、開発に7億8000万ドルを投資する計画だった。主要なサプライヤーは、エンジンがプラット＆ホイットニー・カナダ、電子機器がロックウェル・コリンズ、翼がヴォート・エアクラフト・インダストリーズ、胴体がスピリット・エアロシステムズ、尾翼がスピリット・エアロシステムズ・ヨーロッパ、フライトコントロールシステムがパーカー・ハネフィン、ランディング・ギアがグッドリッチだった。
2009年4月29日、セスナ社は、サイテーション・コロンバス計画を中断すると発表したが、その時点では、景気が改善すれば計画は再開されると述べていた。セスナ社は、コロンバス計画に関わる最大700人の労働者を含め、1600人の労働者をレイオフすると述べた。
2009年7月8日、セスナ社は、SEC（証券取引委員会）に提出した文書で、計画のキャンセルを公表した。同社は「コロンバスに関するビジネスジェット市場の追加分析に基づき、サイテーション・コロンバスの開発をキャンセルすると公式に決定した」と述べた。セスナ社の親会社であるテキストロン（Textron）は、キャンセルの結果、4300万ドルの損失が生じると述べた。SECに提出された文書には、機械設備やその他のコストとして5000万ドルを費やしたことが記載されていた。
プラット＆ホイットニー・カナダは即座にPW810エンジン計画を停止したが、PW800シリーズは継続した。2009年7月11日、セスナ社はウィチタ市とセジウィック郡に1000万ドルを返金する予定だと発表した。その資金はウィチタ市で飛行機開発を行う経済的インセンティブとして受け取っていたもので、これら両自治体からの計7000万ドルに及ぶ資金支援と税優遇の一部であった。

## 仕様
（特に明記が無い項目は、Flight International 2008のデータによる）
- 乗員：2名
- 乗客数：8名（最大10名）[4]
- 積載量：885kg (1,950 lb)[4]
- 全長：23.5m
- 全幅：24.4m
- 全高：7.49m[12]
- 翼面積：65.9 m2 (709.3 sq ft)[12]
- 迎え角：29.9度[12]
- 離陸滑走路長：最大離陸重量で1,646m (5,400 ft)[4]
- エンジン：プラット＆ホイットニー・カナダ製 PW810C ターボファン２基（各39.3 kN (8,830 lb)）
- 最大速度：904 km/h (マッハ 0.85)
- 航続距離：7,400 km (4,000海里)（乗客8人・マッハ0.8の場合）
- 実用上昇限度：13,716 m (45,000 ft)[1]
- 上昇率：27分で12,497 m (41,000 ft)[12]
- 気圧高度：45,000 ft で6,700 ft 相当[1]

## 参照
1. 1 2 3  Matt Thurber (February 26, 2008). "Announcing Columbus, Cessna commits to large-cabin Citation". Aviation International News.
2. ↑  "Cessna Studying Product Range Expansion With Large Cabin Concept Citation" (Press release). Textron Inc. October 16, 2006.
3. ↑  "Textron Inc - Textron's Cessna Details New Citation Columbus Aircraft; Announces Key Suppliers" (Press release). Textron Inc. February 6, 2008.
4. 1 2 3 4  "Cessna Citation Columbus Progresses Through Detail Design Phase" (Press release). Textron Inc. July 14, 2008.
5. ↑  Grady, Mary (April 29, 2009). "Cessna Will Suspend Columbus Program, Close Bend Factory". AVweb.
6. ↑  TEXTRON INC. (July 8, 2009). "FORM 8-K CURRENT REPORT". Securities and Exchange Commission.
7. ↑  Grady, Mary (July 14, 2009). "Goodbye, Columbus -- Cessna Cancels Extra-Large Jet Program". AVweb.
8. ↑  "2009 New Business Jets: Spiraling down: Goodbye Columbus & Epic meltdown". Aviation International News. October 1, 2009.
9. ↑  Mark Phelps (July 16, 2009). "Textron Pulls the Plug on Cessna's Columbus Project". Flying Magazine.
10. ↑  Associated Press (11 July 2009). "Cessna to return $10 million". The Topeka Capital-Journal.
11. ↑  GRAHAM WARWICK (6 February 2008). "How they compare - Cessna's Columbus takes on the competition". Flight International.
12. 1 2 3 4  Cessna Aircraft (2008). "2008 Specs and Description"[リンク切れ] (PDF). Retrieved 2008-05-27.[dead link]